# NGC 7579
NGC 7579 (другие обозначения — PGC 70964, MCG 1-59-31, ZWG 406.46, NPM1G +09.0599) — галактика в созвездии Пегас.
Этот объект входит в число перечисленных в оригинальной редакции «Нового общего каталога».